# ジェリー・フォンテノット
ジェリー・フォンテノット（Jerry Fontenot 1966年11月21日- ）はルイジアナ州ラファイエット出身の元アメリカンフットボール選手・コーチ。現役時代のポジションはセンター。

## 経歴
テキサス農工大学時代にはチームは1985年から1987年まで3年連続サウスウェスト・カンファレンス優勝を果たした。彼もカンファレンスのオールチームに3回選出、3年次と4年次はオールアメリカンに選抜された。
1989年のNFLドラフト3巡でシカゴ・ベアーズに指名されて入団した。プロボウル選手であるジェイ・ヒルゲンバーグのベアーズ退団後、先発センターを務めた。1991年から106試合に連続先発出場した。1997年に制限つきフリーエージェントとなった彼はニューオーリンズ・セインツと契約、1997年から2003年までプレーした。1998年10月にシーズン絶望となる怪我をひざに負ったが、翌1999年には開幕戦から先発出場し、2003年にかけても80試合連続先発出場している。2004年シーズン開幕前にルチャーズ・ベントリーにポジションを奪われセインツより解雇され、その年はシンシナティ・ベンガルズでプレーした。
現役引退後、2005年はWGN、ESPNにより、シカゴ地区で解説者を務めた。
2006年の夏にグリーンベイ・パッカーズのオフェンシブラインマンの臨時コーチとなった。その後2007年1月15日、フルタイムのアシスタントコーチに昇格した。5シーズンに渡り彼が指導したオフェンシブラインマンは改善され、2010年にベテランレフトタックルのチャド・クリフトンは2度目のプロボウル選出、ライトタックルのマーク・タウシャーが故障した後、ルーキーのブライアン・ブラガは12試合で先発出場し、プロフットボール・ウィークリーなどによって、オールルーキーチームに選ばれた。ライトガードのジョシュ・シットンはNFLアルミニアソシエーションよりNFL最優秀オフェンシブラインマンに選ばれた。
2011年2月25日、ワイドレシーバーコーチとなるエドガー・ベネットの後任として、ランニングバックコーチとなった。
2012年よりQBに異動したベン・マカドゥに代わって、パッカーズのTEコーチに就任した。
2020年より新たに創設されたXFLのロサンゼルス・ワイルドキャッツのオフェンスラインのコーチに就任した。しかしリーグ戦が途中で打ち切られた。

## 人物
マイク・マッカーシー現グリーンベイ・パッカーズヘッドコーチがニューオーリンズ・セインツのオフェンシブコーディネーターであった際に彼の下でプレーしていた。